# Gambrinus (пиво)
Gambrinus (укр. Ґамбрінус) — популярна чеська пивна торговельна марка, що належить одному з лідерів світового ринку пива японській компанії Asahi Breweries. Веде свою історію від 1869 року, у якому було засновано Першу акціонерну броварню у Пльзені, що почала випуск пива під такою назвою.
Названа на честь легендарного фландрського короля Гамбрінуса, який вважається покровителем броварства.
Починаючи з сезону 1997—98 ТМ «Gambrinus» протягом десяти років виступала титульним спонсором вищого дивізіону чемпіонату Чехії з футболу, який у цей період мав офіційну назву Ґамбрінус ліга.

## Історія

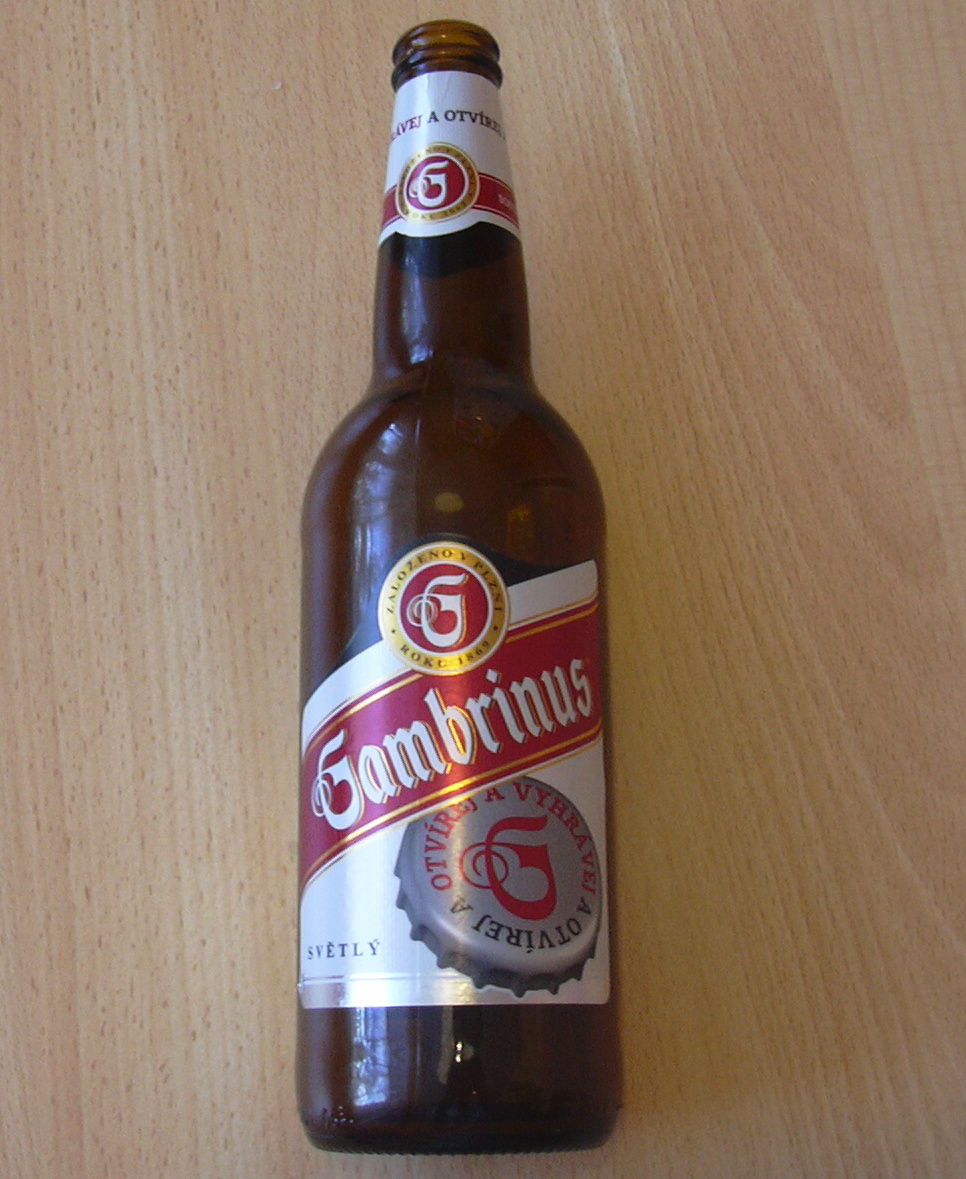
Пляшка пива Gambrinus Světlý

Історія торговельної марки почалася взимку 1869 року, коли було отримано дозвіл на будівництво у Пльзені другого пивоварного заводу, що розташувався неподалік муніципальної броварні Plzeňský Prazdroj, вже досить відомої випуском нового на той час виду пива — пільзнера. Влітку того ж року у місті було офіційно засновано Першу акціонерну броварню, що розпочала випуск пива під назвою Gambrinus.
Значна частина історії виробництва пива Gambrinus пов'язана з династією броварів Главачеків (чеськ. Hlaváček). 1929 року конкурс на місце броваря на підприємстві виграв Франтішек Гловачек, який згодом став управляючим броварнею, а з початком процесів націоналазації у повоєнній Чехословаччині — першим генеральним директором національного пивоварного об'єднання. Значною мірою завдяки зусиллям Франтішека Гловачека броварню у Пльзені, практично повністю зруйновану під час Другої Світової війни, було відбудовано. Згодом виробництво пива Gambrinus очолив син Франтішека Главачека Іво, а на сьогодні головним броварем цієї торговельної марки є його онук Ян, чий підпис розміщується на сучасних етикетках пляшок Gambrinus.
1994 року броварня-виробник пива Gambrinus увійшла до пивоварної групи, очолюваної броварнею Plzeňský Prazdroj, виробником популярного пива Pilsner Urquell. 1999 року ця пивоварна група стала частиною активів корпорації South African Breweries, яка, у свою чергу, згодом стала співзасновником одного з найбільших світових виробників пива SABMiller, якому наразі й належить торговельна марка Gambrinus.

## Асортимент пива
На сьогодні лінійка ТМ «Gambrinus» представлена чотирма сортами пива низового бродіння (лагерами):
- Světlý — світле пиво з вмістом алкоголю 4,1 % та густиною 10,5 %;
- 11° Excelent — світле пиво з вмістом алкоголю 4,7 % та густиною 11,3 %;
- Premium — світле пиво з вмістом алкоголю 5,0 % та густиною 13,0 %;
- Dry — низкокалорійне світле пиво з вмістом алкоголю 4,0 % та густиною 9,0 %; попередньо випускалося під назвою «Gambrinus зі зниженим вмістом цукру» (чеськ. Gambrinus se sníženým obsahem cukrů);

Розливається у пляшки, банки та кеги 30л та 50л. За виключенням Gambrinus Dry, що випускається виключно у півлітрових пляшках.